# Weiden am See
Pour les articles homonymes, voir Weiden.
Weiden am See est une commune autrichienne du district de Neusiedl am See dans le Burgenland.